# Skylanders: SuperChargers
Skylanders: SuperChargers is een rollenspel (RPG) die werd ontwikkeld door Vicarious Visions en Beenox, en is uitgegeven door Activision. Het spel kwam in de Verenigde Staten uit op 20 september 2015 en in Europa op 25 september van dat jaar, en verscheen voor de PlayStation 3, PlayStation 4, Xbox One en Wii U.

## Beschrijving
Skylanders is een reeks spellen waarbij speelgoedfiguren op een krachtportaal (portal of power) geplaatst worden, om deze te kunnen gebruiken in het computerspel. In dit spel werden voor het eerst voertuigen geïntroduceerd in de spelserie. Deze voertuigen zijn verdeeld in drie klassen; land-, zee- en luchtvoertuigen. In elke racebaan zijn obstakels aanwezig die ontweken moeten worden. Spelers moeten een eindbaas verslaan en puzzels oplossen op door te kunnen gaan.
Naast de 117 aanwezige personages uit de vorige spellen zijn er nu 20 nieuwe figuren toegevoegd. Het spel kan ook in co-op-modus worden gespeeld, waarin meerdere spelers samen missies kunnen spelen.

## Skylanders: SuperChargers Racing
Skylanders: SuperChargers Racing werd uitgebracht als een losse speltitel voor de Wii en 3DS op dezelfde datum, en bevat alleen het racegedeelte.

## Ontvangst
Skylanders: SuperChargers ontving positieve recensies en heeft op aggregatiewebsite Metacritic een gemiddelde score van 81,3%. Het spel werd in 2015 genomineerd voor Beste Familiespel door The Game Awards en voor Favoriete Computerspel door Nickelodeon.